# Chiesa di San Giacomo (Anversa)
La chiesa di San Giacomo (o in olandese Sint-Jacobskerk) è uno dei più importanti edifici storico-religiosi della città fiamminga di Anversa, in Belgio.
La chiesa ospita il Vlaamse Werkgroep voor Hedendaagse Latijnse Liturgie ("Gruppo fiammingo per la Liturgia latina contemporanea"), ramo della Vereniging voor Latijnse Liturgie ("Associazione per la Liturgia latina"), sede nei Paesi Bassi.
La chiesa accoglie in una cappella la tomba di Peter Paul Rubens.

## Storia e descrizione

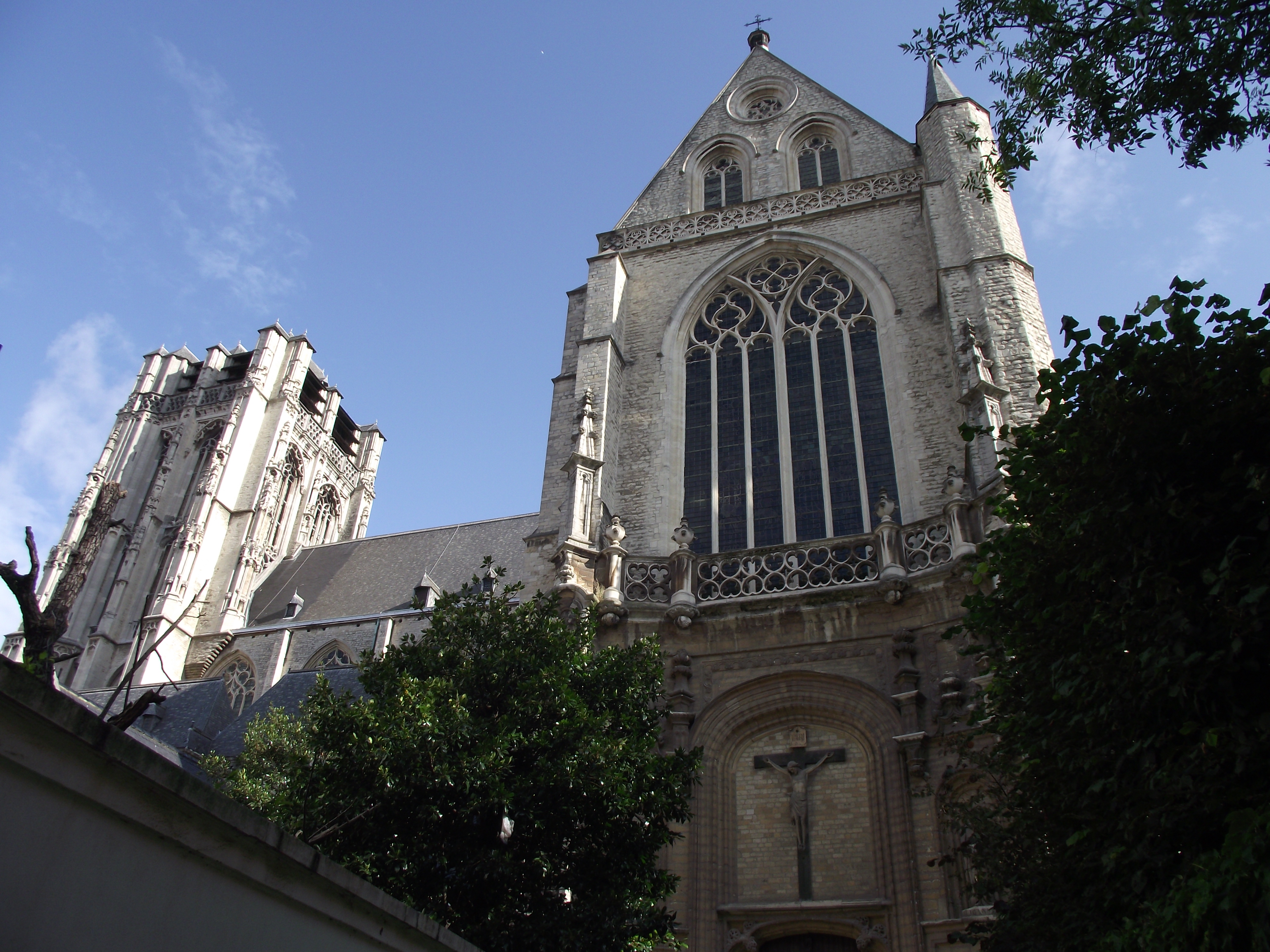
Il lato meridionale.

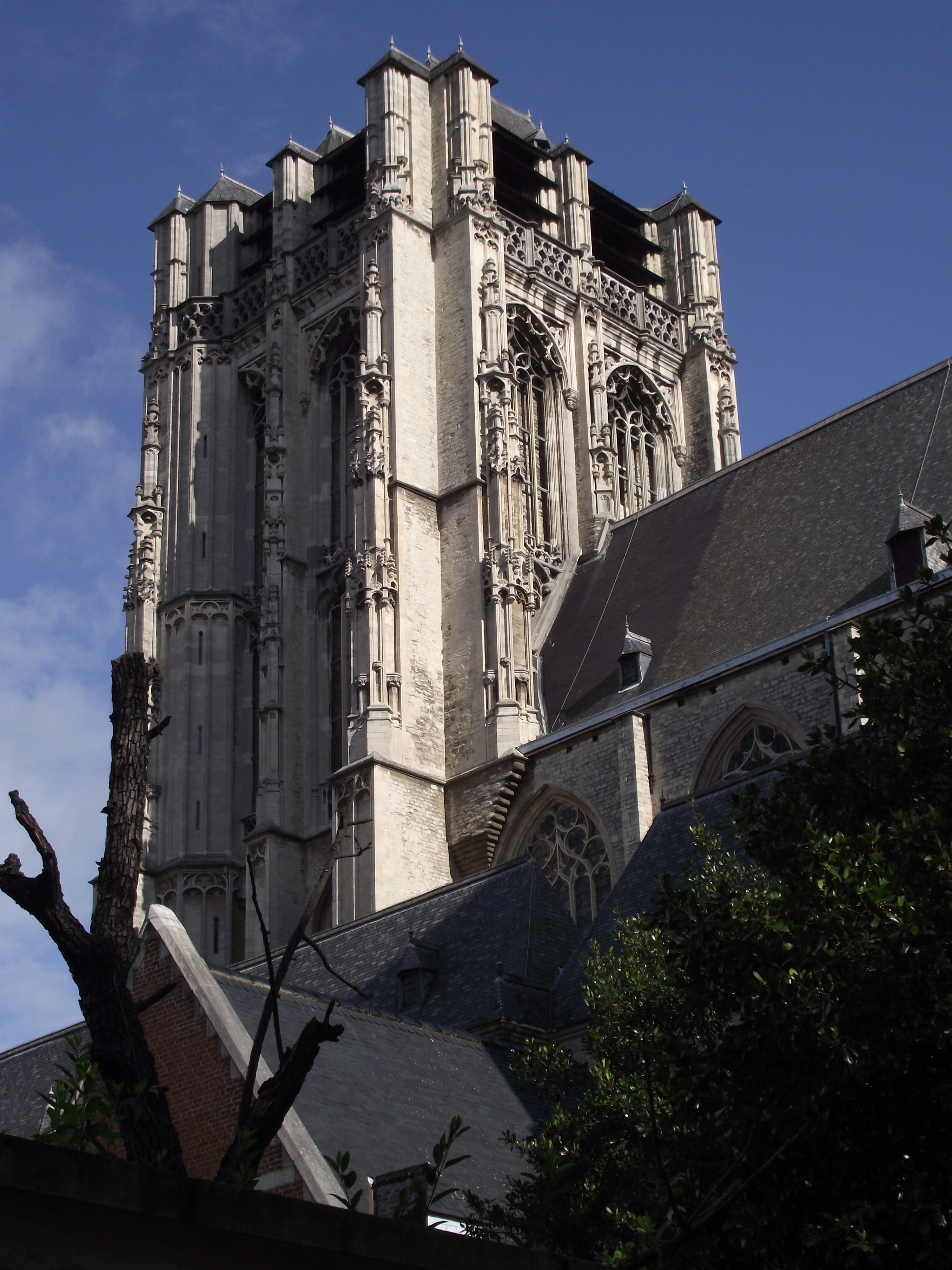
La torre incompiuta.

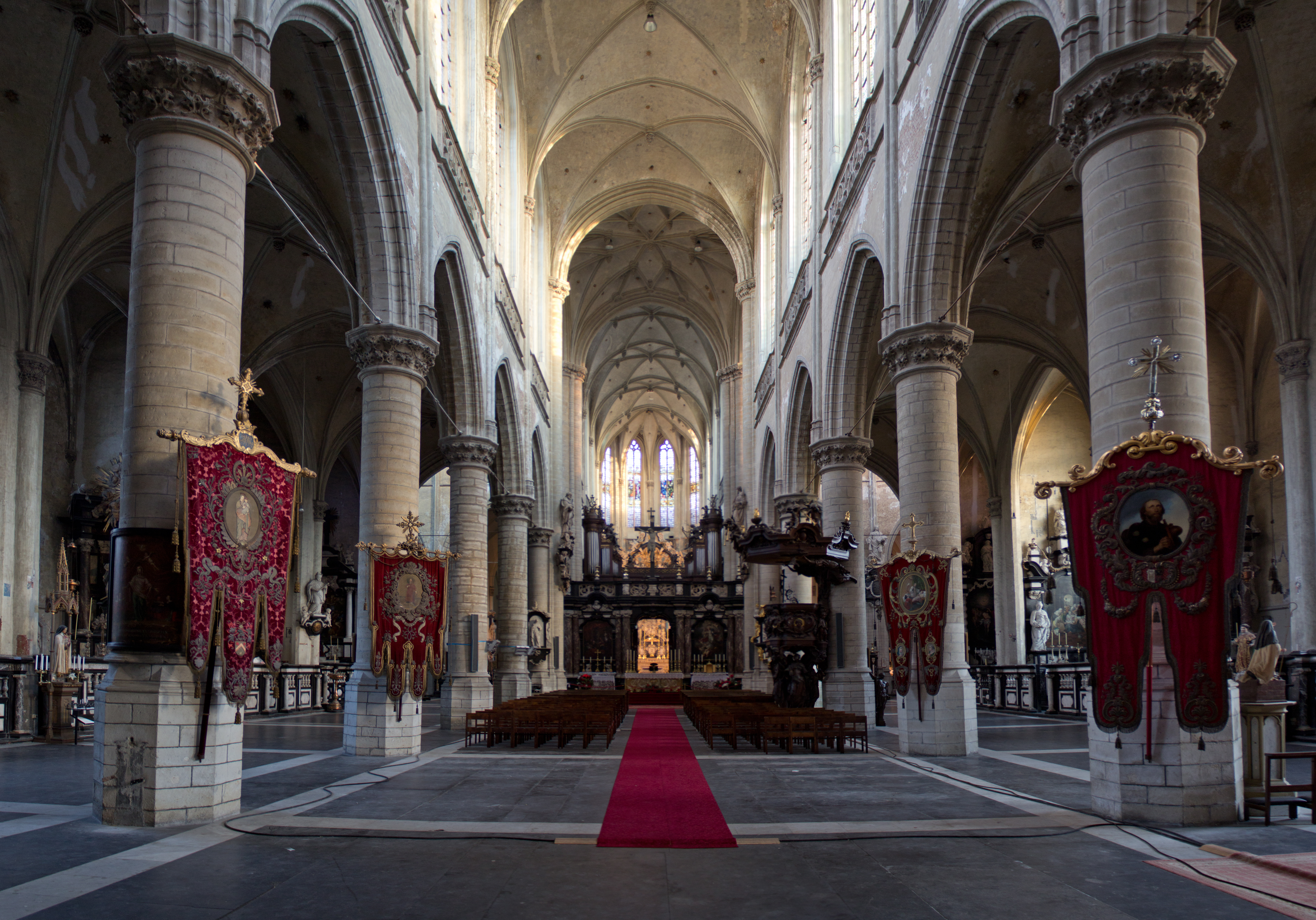
L'interno.

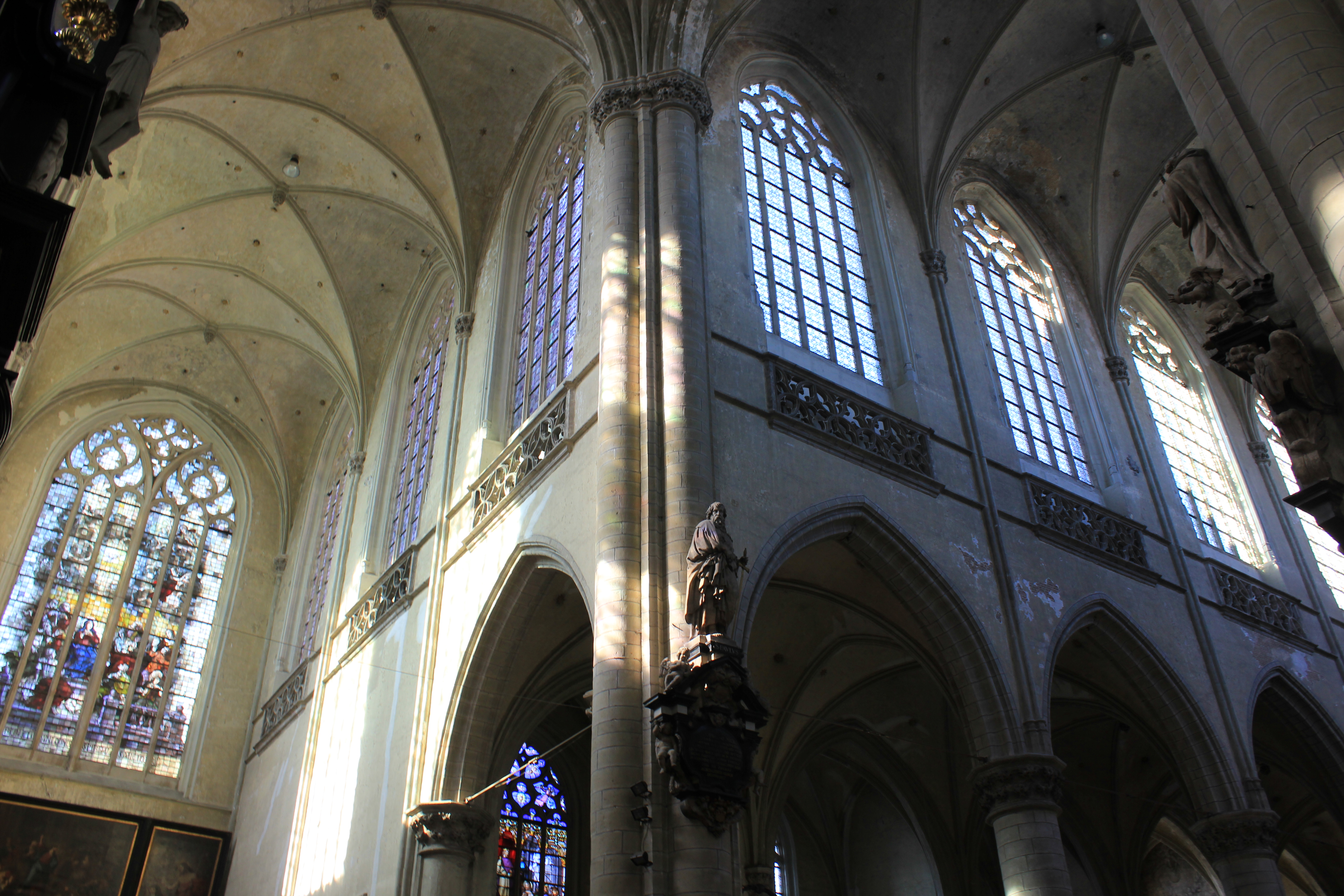
Veduta dell'interno.

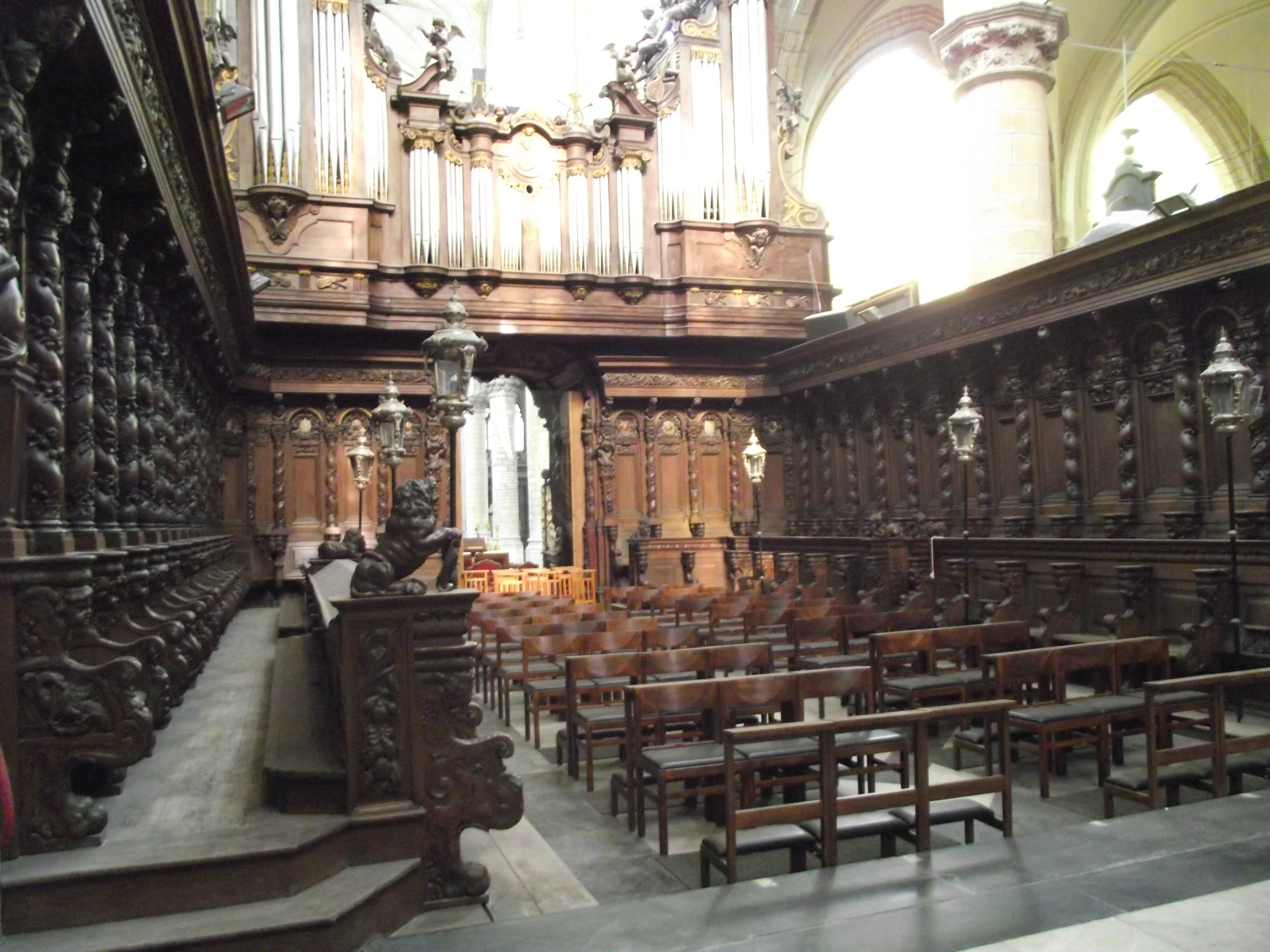
Gli stalli del coro di Artus Quellinus il Giovane, 1658-70.

Sul luogo sorgeva dal 1431 una cappella dedicata a San Giacomo maggiore, punto di partenza dei pellegrini anversesi alla volta della tomba del Santo a Santiago di Compostela. Nel 1476 la cappella venne elevata a parrocchiale e subito si pensò a dei nuovi progetti per la riedificazione di un edificio di maggiori dimensioni.
Il primo progetto si deve al celebre Herman De Waghemakere il Vecchio, che insieme ai figli Dominikus e Herman il Giovane lavorò anche alla sua costruzione, iniziata dalla torre solo nel 1491. I piani, in stile gotico secondo l'interpretazione locale del gotico brabantino, vennero concepiti nell'epoca d'oro della città, quando Anversa era uno dei centri economici più importanti d'Europa. Si presentavano, dunque, molto ambiziosi, prevedendo un edificio a pianta a croce latina, diviso in tre navate, con coro a deambulatorio e l'erezione di una torre campanaria che superasse i 150 metri e quindi la torre della Cattedrale di Anversa. Alla costruzione dell'edificio subentrò il grande architetto di Mechelen, Rombout Keldermans, ma il cantiere, alla metà del XVI secolo, dovette fermarsi a causa del declino economico della città e delle guerre di religione. Solo un terzo della torre era completato e i lavori procedettero lentamente fino al 1656 quando finalmente l'edificio poté considerarsi terminato. Tuttavia gli architetti che si susseguirono rispettarono sempre i progetti originali, e ciò portò a una buona unità stilistica, anche se i portali, meridionale e occidentale, presentano una certa influenza rinascimentale nelle decorazioni.
La furia delle due Beeldenstorm, iconoclastie, del 1566 e del 1581, distrussero tutto l'antico arredo interno gotico-rinascimentale, e l'edificio passò al culto calvinista. Dopo il periodo protestante la chiesa ritornò ai cattolici, che terminarono l'edificio e rifecero l'arredo interno in un opulento stile barocco. Fra i mobili barocchi spiccano gli stalli lignei del coro, realizzati da Artus Quellinus il Giovane tra il 1658 e il 1670; lo scenografico altare maggiore del 1685; il recinto marmoreo del coro, del 1695; e il pulpito, realizzato nel 1675 da Lodewijk Willemssens. L'organo, costruito da J.B. Forceville nel 1727, conserva il meccanismo originale ancora funzionante.

Tra il XVII e il XVIII secolo la Chiesa di San Giacomo era la chiesa parrocchiale di eminenti cittadini anversesi, molti dei quali fecero costruire al suo interno ricche cappelle funerarie. La più famosa è quella del celebre pittore cittadino Peter Paul Rubens, completata cinque anni dopo la sua morte nel 1640. Il dipinto sopra la tomba è dello stesso maestro.

L'arredo barocco scampò alla Rivoluzione francese grazie ad un sacerdote che si votò ai rivoluzionari, i quali risparmiarono la chiesa. Molte delle vetrate originali sono andate distrutte durante la seconda guerra mondiale.

## Opere d'arte

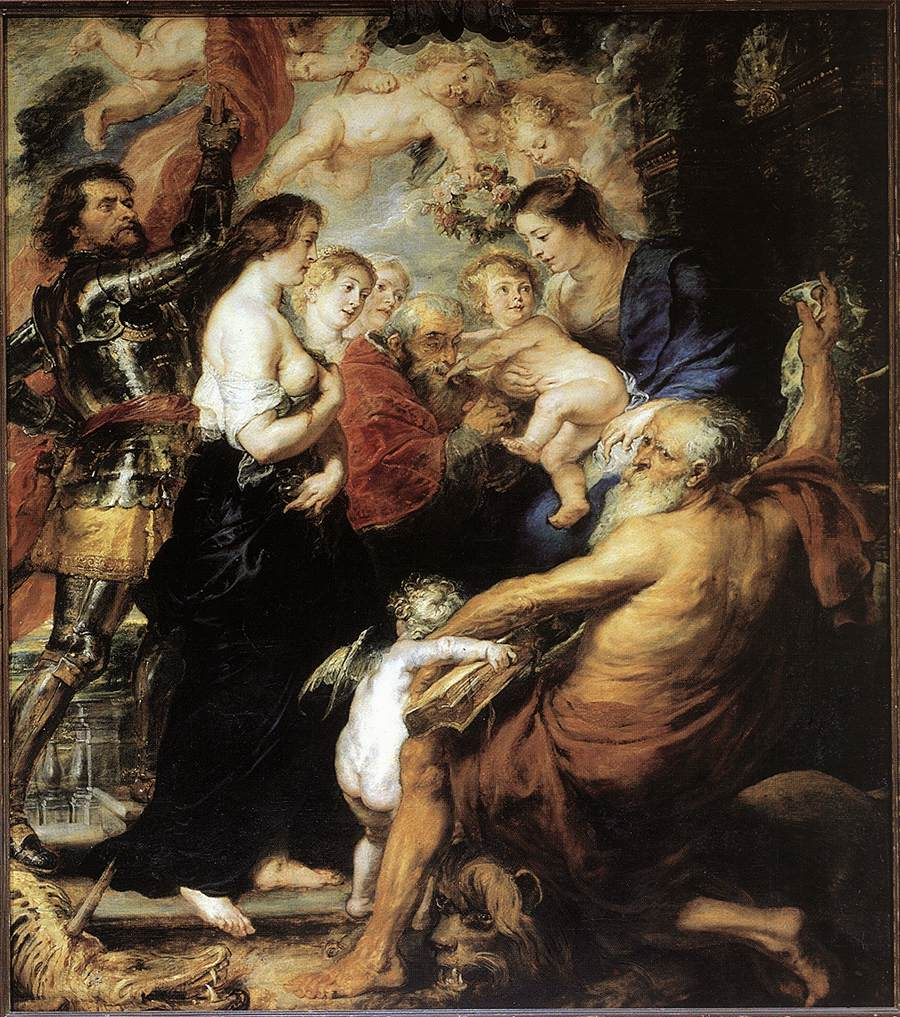
La Madonna e Santi di Rubens, 1634.

L'interno della chiesa è una vera galleria d'arte che conserva opere di artisti fiamminghi di prim'ordine, fra le quali risaltano le seguenti:
- San Giorgio e il Drago, olio su tela di Antoon van Dyck, prima metà del XVII secolo, prima cappella della navata destra.
- Tentazione di Sant'Antonio, Maarten de Vos, 1600, seconda cappella della navata destra.
- Presentazione al Tempio, Trittico di Maarten de Vos, 1599, quinta cappella della navata sinistra.
- Madonna, Guido Reni, 1660, seconda cappella della navata destra.
- San Rocco, olio su tela di Erasmus Quellinus il Giovane,[1] terza cappella della navata destra.
- San Rocco, statua di Artus Quellinus il Vecchio,[1] terza cappella della navata destra.
- Sacra Famiglia, Frans Floris, 1556, quinta cappella della navata destra.
- Battesimo di Cristo, Michael Coxcie, sesta cappella della navata destra.
- Incoronazione di Spine, Trittico di Frans Francken II, 1608, seconda cappella della navata sinistra.
- Tributo di San Pietro, di Jacob Jordaens, nella prima cappella del deambulatorio.
- Trinità, olio su tavola di Hendrick van Balen, anni '20 del XVII secolo, prima cappella del deambulatorio.
- San Carlo Borromeo, olio su tela di Jacob Jordaens, 1655, quinta cappella del deambulatorio.
- Madonna e Santi, olio su tela di Peter Paul Rubens, 1634, cappella funeraria del pittore, la quarta del deambulatorio.
- Altar maggiore con l'Apoteosi di San Giacomo, Artus Quellinus il Giovane, 1685.

## Galleria d'immagini

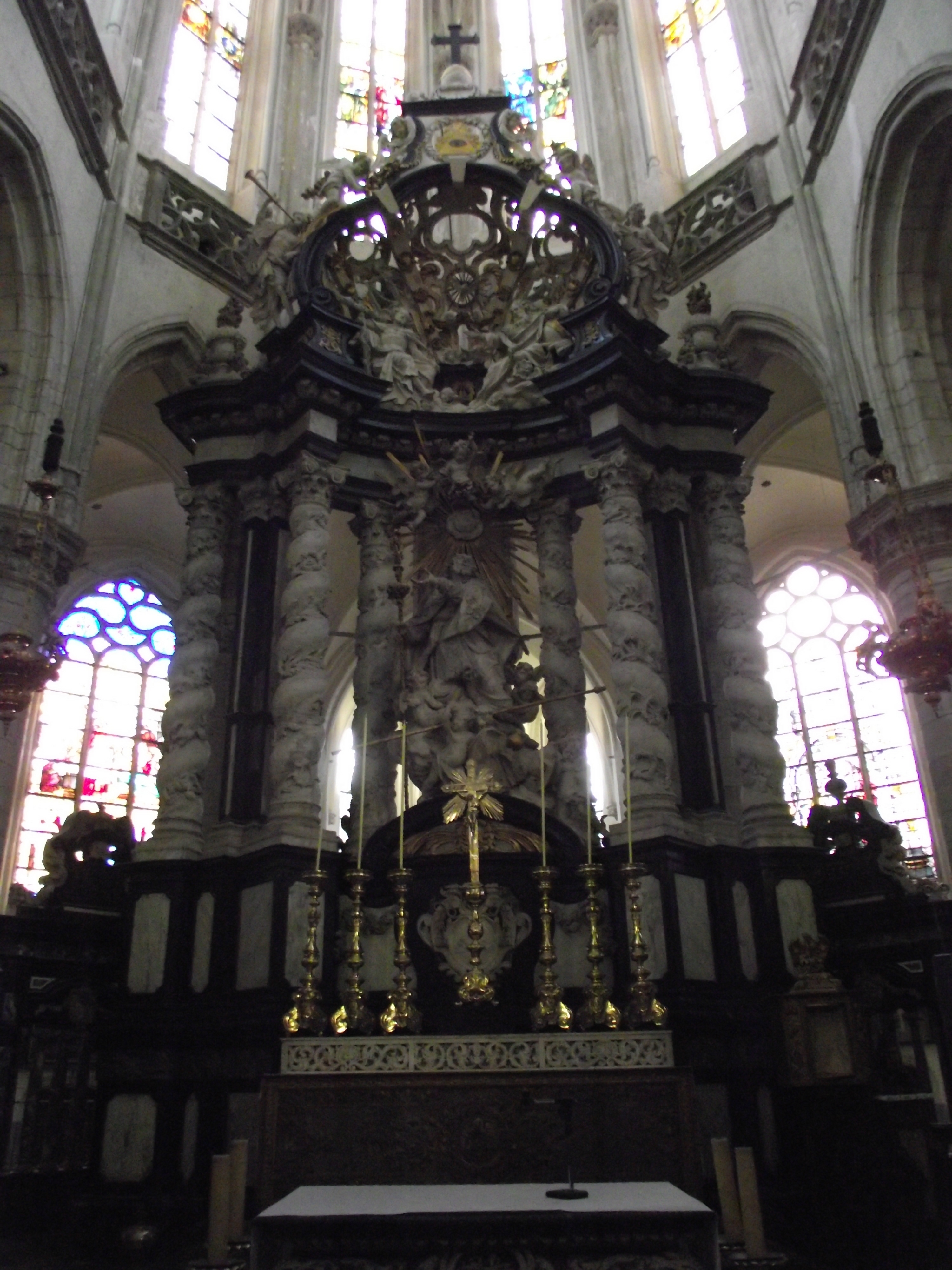
L'Altar maggiore, 1685.
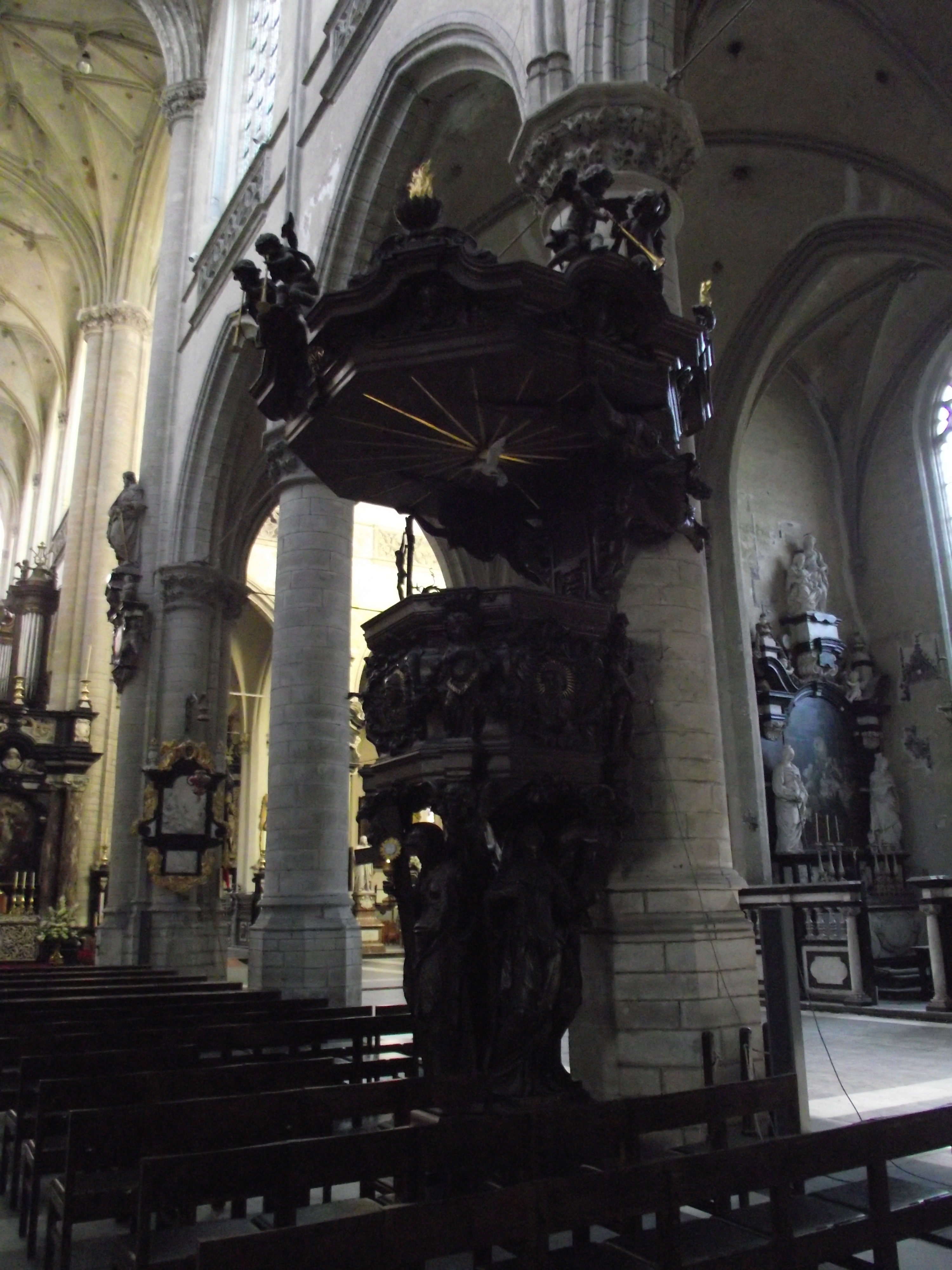
Il Pulpito di Lodewijk Willemssens, 1675.
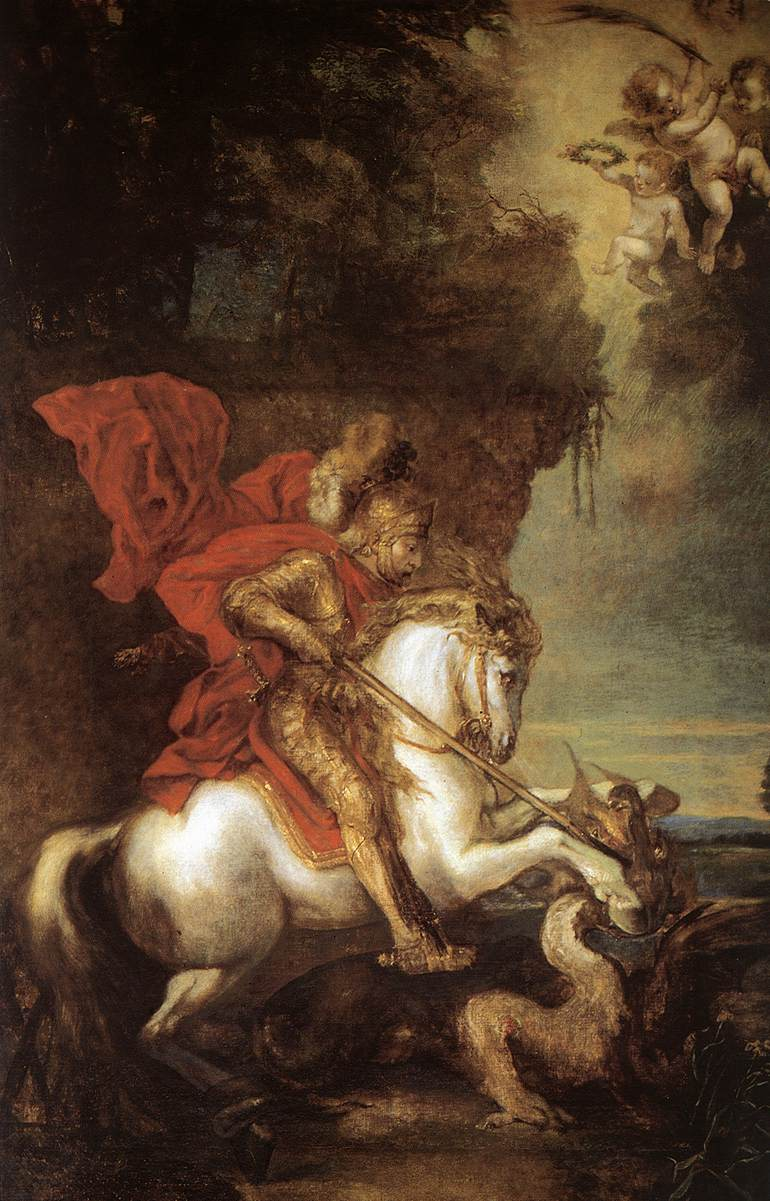
San Giorgio e il Drago di Antoon van Dyck.
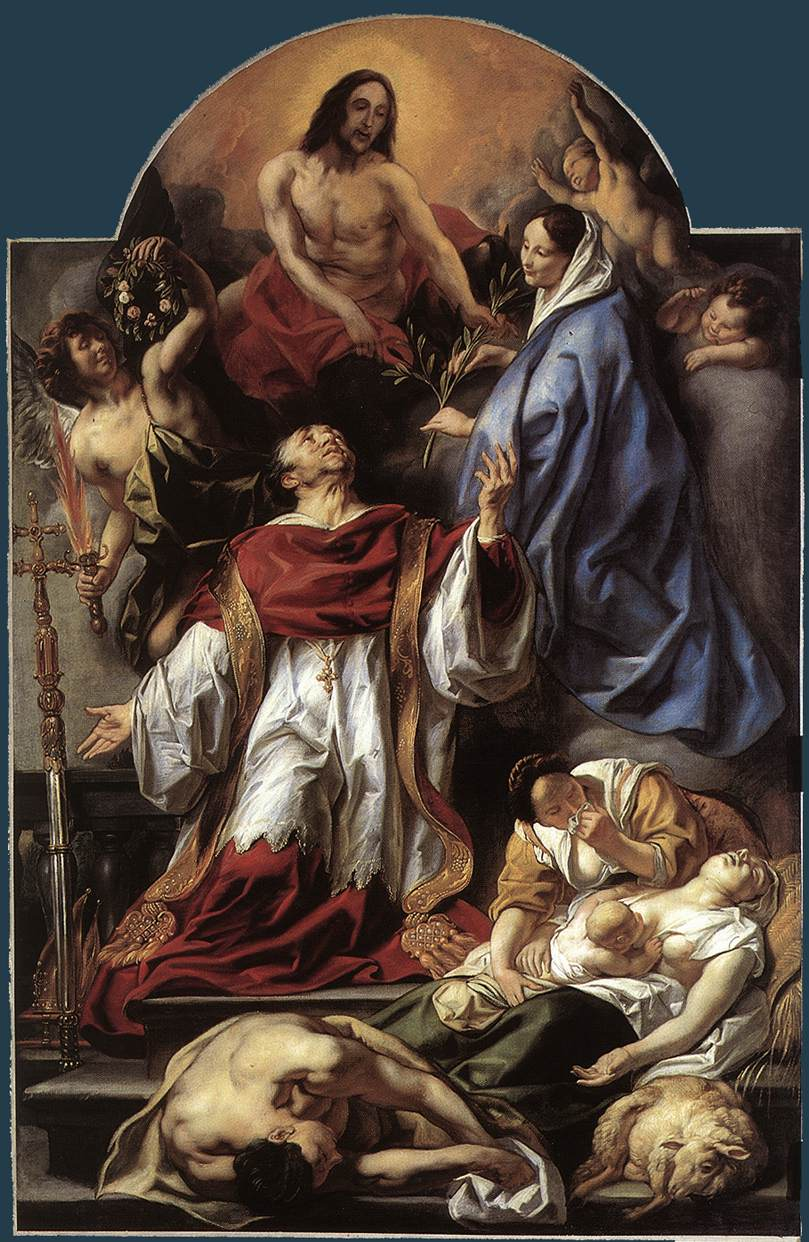
San Carlo Borromeo di Jacob Jordaens, 1655.
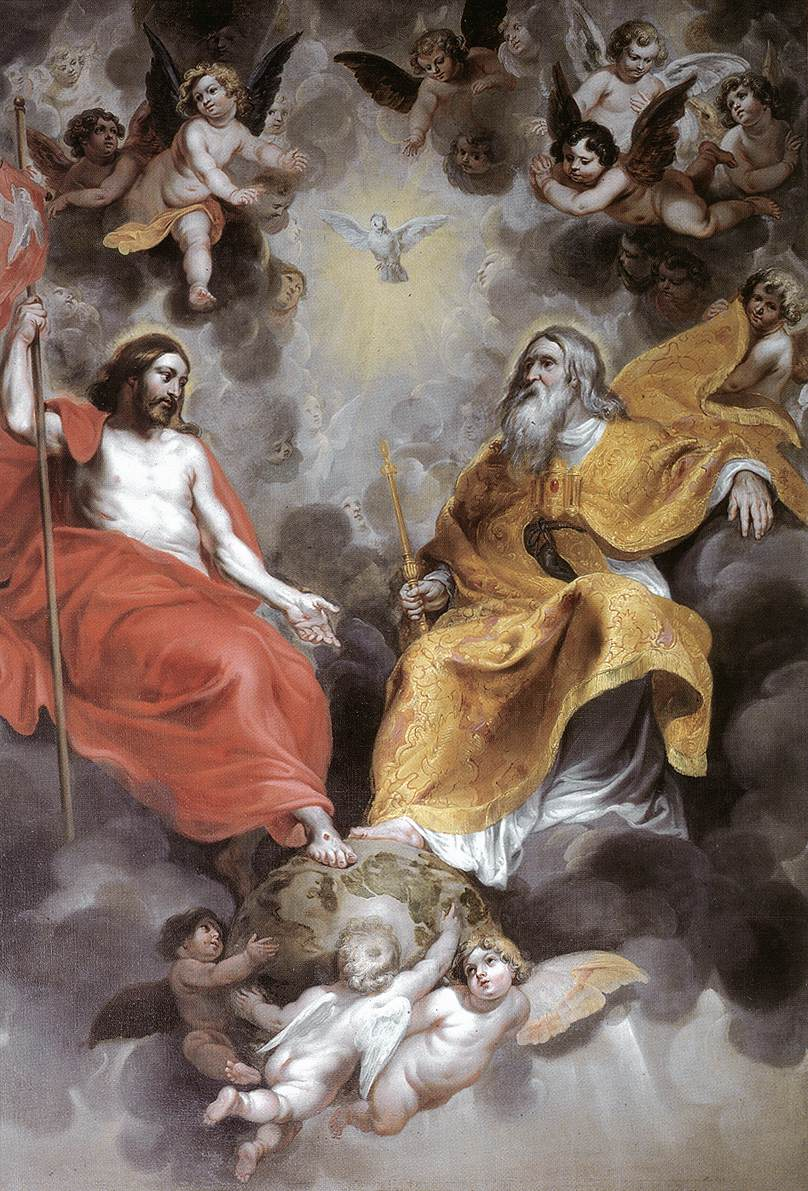
Trinità di Hendrick van Balen.

## Curiosità
All'ingresso laterale della chiesa è una lapîde che ricorda la residenza di Ignazio di Loyola nella città di Anversa durante la sua formazione.